# Organisme feral

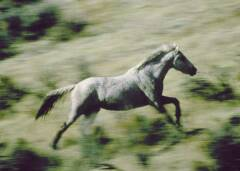
Un cavall feral (un mustang) a Wyoming, Estats Units.

Un organisme feral és aquell que s'ha escapat d'un estat domèstic i ha retornat, parcialment o completa, al seu estat salvatge. També es parla de vegades d'organismes assilvestrats(sobretot quan l'espècie domèstica original no te l'aparença d'una fera). En el cas d'espècies de flora cultivades que ocupen un espai natural silvestre, hom parla normalment d'espècies naturalitzades.
La introducció d'animals o plantes ferals a regions d'on no són originaris, com qualsevol altra espècie introduïda, pot pertorbar els ecosistemes i, en alguns casos, contribuir a l'extinció d'espècies autòctones. Tanmateix, el retorn d'espècies perdudes al seu medi pot tenir l'efecte invers, tornant l'equilibri a ecosistemes danyats.
La diferència entre espècies al·lòctones introduïdes i espècies assilvestrades de vegades no és gaire clara, però hom parlaria més pròpiament d’espècies assilvestrades quan els animals domèstics ja ocupaven prèviament un ecosistema i passen a un estat silvestre (un ramat de cabres ferals dels Pirineus). En canvi, una espècie introduïda (per exemple, les truites irisades de piscifactoria que s’alliberen en un riu europeu) normalment no prové d’una espècie domèstica, no és pròpia d’aquell espai ni hi ha viscut mai.